# Cordycipitaceae
Cordycipitacées
Famille
Les Cordycipitacées (Cordycipitaceae) sont une famille de champignons de l'ordre des Hypocreales. Ce sont des parasites de champignons ou de certains insectes.

## Description
Les espèces ont des stromate ou subicule qui sont pâles ou très pigmentés et charnus. Leurs périthèces sont superficiels à complètement immergés dans le substrat, et orientés perpendiculairement à la surface du stromate. Les asques sont cylindriques avec une pointe d'asque épaissie. Les ascospores sont généralement cylindriques, contiennent plusieurs septa et se désarticulent en spores partielles ou restent intactes à maturité.

## Taxonomie

### Systématique
La famille a été publiée pour la première fois en 1969 par le mycologue Hanns Kreisel, mais la dénomination n'était pas valide selon le code du Code international de nomenclature pour les algues, les champignons et les plantes. Il a été valablement publié en 2007.

### Liste des genres
Selon NCBI (15 août 2023) :
- Akanthomyces
- Amphichorda
- Ascopolyporus
- Beauveria
- Blackwellomyces
- Cordyceps
- Flavocillium
- Gamszarea
- Gibellula
- Hevansia
- Hyperdermium
- Isaria
- Jenniferia
- Lecanicillium
- Leptobacillium
- Liangia
- Microhilum
- Neobaryopsis
- Neohyperdermium
- Neotorrubiella
- Niveomyces
- Parahevansia
- Parengyodontium
- Phytocordyceps
- Pleurodesmospora
- Polystromomyces
- Pseudolecanicillium
- Samsoniella
- Simplicillium
- Torrubiella

Selon Catalogue of Life (15 août 2023) :
- Akanthomyces
- Amphichorda
- Ascopolyporus
- Beauveria
- Beejasamuha
- Blackwellomyces
- Cordyceps
- Coremiopsis
- Engyodontium
- Evlachovaea
- Flavocillium
- Gamszarea
- Gibellula
- Hevansia
- Hyperdermium
- Isaria
- Jenniferia
- Leptobacillium
- Liangia
- Microhilum
- Neobaryopsis
- Neohyperdermium
- Neotorrubiella
- Parahevansia
- Parengyodontium
- Pleurodesmospora
- Polystromomyces
- Pseudogibellula
- Pseudolecanicillium
- Rotiferophthora
- Samsoniella
- Simplicillium
- Torrubiella